# Генрієтта Ліхтенштейнська
Генрієтта Ліхтенштейнська , повне ім'я Генрієтта Марія Норберта Ліхтенштейнська (нім. Henriette von Liechtenstein; Henriette Maria Norberta, Prinzessin von und zu Liechtenstein), ( 6 червня 1843 — 24 грудня 1931) — принцеса фон унд цу Ліхтенштейн, донька князя Ліхтенштейну Алоїза II та графині Франциски Кінскі фон Вхініц унд Теттау, дружина принца Альфреда Ліхтенштейнського.

## Біографія
Генрієтта народилась 6 червня 1843 року. Вона була восьмою дитиною та сьомою донькою в родині князя Ліхтенштейну Алоїза II та його дружини Франциски Кінскі фон Вхініц унд Теттау. Згодом у дівчинки з'явилося ще дві молодші сестри та брат.
У віці 21 року пошлюбилася із своїм родичем Альфредом Ліхтенштейнським, старшим від неї на рік. Весілля відбулося 26 квітня 1865 у Відні. У подружжя народилося десятеро дітей
Проживала родина у замках Холленеґ та Фрауенталь у Штирії. Чоловік Генрієтти був військовим. Після закінчення служби займався політичними справами. Був у складі ландтагу Штирійського герцогства, а також членом палати представників у райхсраті Цислейтанії.
Альфред пішов з життя 1907. Генрієтта пережила його більш, ніж на двадцять років, і померла у переддень Різдва 1931.

## Родина
Чоловік — Альфред Ліхтенштейнський
Діти:
- Франциска (1866—1939) — одружена не була, дітей не мала;
- Франц де Паула (1868—1929) — одружений не був, дітей не мав;
- Юлія ( 24 січня 1868) — померла зразу після народження;
- Алоїз (1869—1955) — спадкоємець ліхтенштейнського престолу, відмовився від трону на користь сина, був одружений із австрійською ерцгерцогинею Єлизаветою Амалією, мав восьмеро дітей;

- Марія Терезія (1871—1964) — одружена не була, дітей не мала;
- Йоганн (1873—1959) — був одружений із графинею Марією Габріелою Андраші, мав чотирьох синів;
- Альфред Роман (1875—1930) — тимчасовий прем'єр-міністр (Regierungschef) Ліхтенштейну у 1928,[3] був одружений із Терезією Марією Еттінген-Еттінген та Еттінген-Шпільберг, мав четверо дітей;
- Генріх (1877—1915) — загинув на Першій світовій у віці 38 років, не одружувався і дітей не мав;
- Карл Алоїз (1878—1955) — тимчасовий прем'єр-міністр (Landesverweser), фактично, адміністратор князівства Ліхтенштейн у 1918—1920 роках,[3] був одружений з Єлизаветою Ураською, мав четверо дітей;
- Георг Гартманн (1880—1931) — ченець у монастирі бенедиктинців у Празі.